# 琴櫻傑將

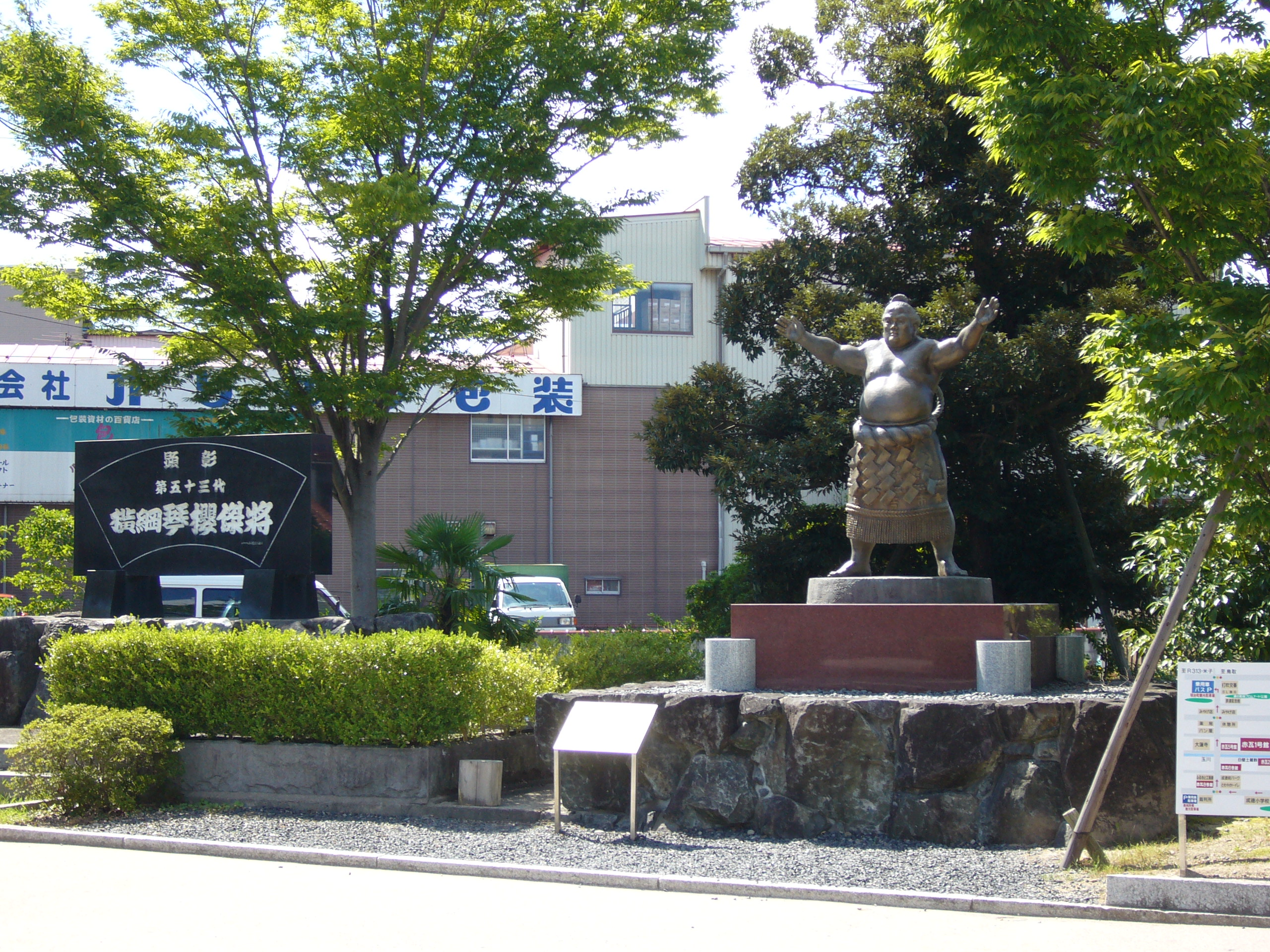
圖右為琴櫻的銅像，位於他的故鄉倉吉市

琴櫻傑將（日语：／ Kotozakura Masakatsu，1940年11月26日—2007年8月14日），原名鐮谷紀雄，是來自日本鳥取縣倉吉市的前大相撲力士，第53代橫綱。身高182cm，重150kg。他於1959年首次亮相，1963年進入幕內級別。停留幾年在大關後，他於1973年被晉升為橫綱，當時他32歲，成為自1958年每年的六個本場所系統成立以來，最年長的力士。他所屬的相撲部屋是佐渡嶽部屋。

## 生涯
鐮谷紀雄生於1940年11月26日鳥取縣倉吉町，他父親是警官，也是地區業餘相撲比賽組織者，他祖父的兄弟是專業的相撲力士。年輕的鐮谷最初學習柔道，然而，在完成全國高中相撲比賽之後，他決定從事專業相撲事業。最初他的父母希望他繼續學習柔道，但他們被前小結琴錦登說服讓他加入佐渡嶽部屋。
琴櫻於1959年1月首次亮相。他於1962年7月到達十兩級別，1963年3月到達幕內級別。1964年1月首次成為小結亮相三役後，他受傷並返回十兩，但他很快恢復。1967年9月在關脇級別取得11-4的戰績後，他被晉級大關和授予殊勲賞。他在1968年7月和1969年3月贏得了兩次優勝，但到了20世紀70年代初，他開始被認為是一種“永久的大關”，經常在受傷的情況下掙扎，在此期間，他曾三次角番，或有被降級的危險。然而，值得注意的是，他在1972年11月和1973年1月連續贏得優勝，了32場比賽之後，在三十二歲時晉升橫綱。1973年7月，他在比賽中擊敗了北之富士勝昭贏得了他作為橫綱的唯一一次優勝。在1974年膝蓋受傷後，他退出了幾場比賽，並在7月份宣布退役。

## 引退後
琴櫻一直期望成立自己的部屋，但當他的部屋師匠在他退役幾天後突然去世，他接管了佐渡嶽部屋。多年來，他培訓了許多頂級力士，如大關琴風豪規，琴歐洲勝紀，琴光喜啓司和琴獎菊和弘以及關脇琴ヶ梅剛史，琴富士孝也,，琴錦功宗和他的女婿琴之若晴將。當朝青龍因為他在2003年的行為受到批評時，他通過指出今天年輕的日本相撲選手缺乏情感力量來為蒙古人辯護。在2005年11月達到65歲的法定退休年齡後，他將部屋的管理權轉讓給了琴之若，後者已成為他的女婿。在參加琴光喜的大關晉級儀式後不久，琴櫻於2007年8月14日去世(敗血症和多重器官衰竭)。他之前與糖尿病鬥爭了好幾年，也遭受了截肢的創傷。

## 家庭
琴櫻傑將的女婿（婿養子）琴之若晴將、以及孫子琴櫻將傑也是相撲力士，他們三人共同構成相撲史上首個三代關脇組合。